# Jürgen Echternach

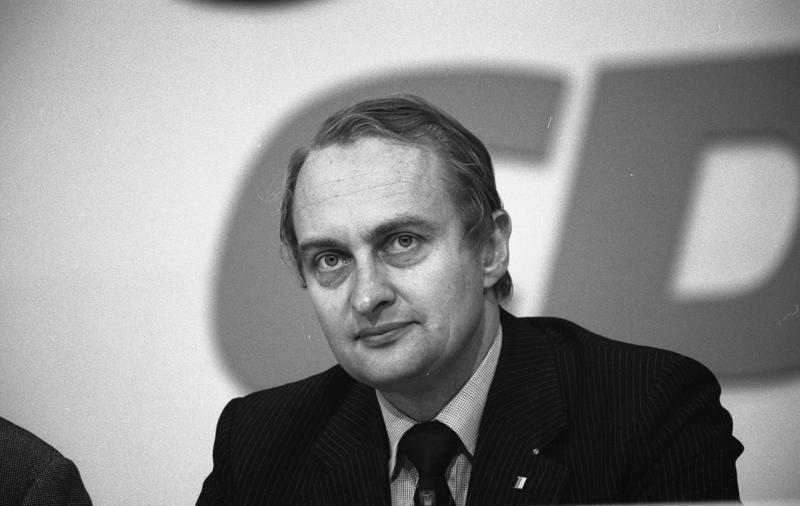
Jürgen Echternach auf dem CDU-Bundesparteitag 1978

Jürgen Siegmar Echternach (* 1. November 1937 in Lauenburg in Pommern; † 4. April 2006 in Hamburg) war ein deutscher Politiker (CDU).

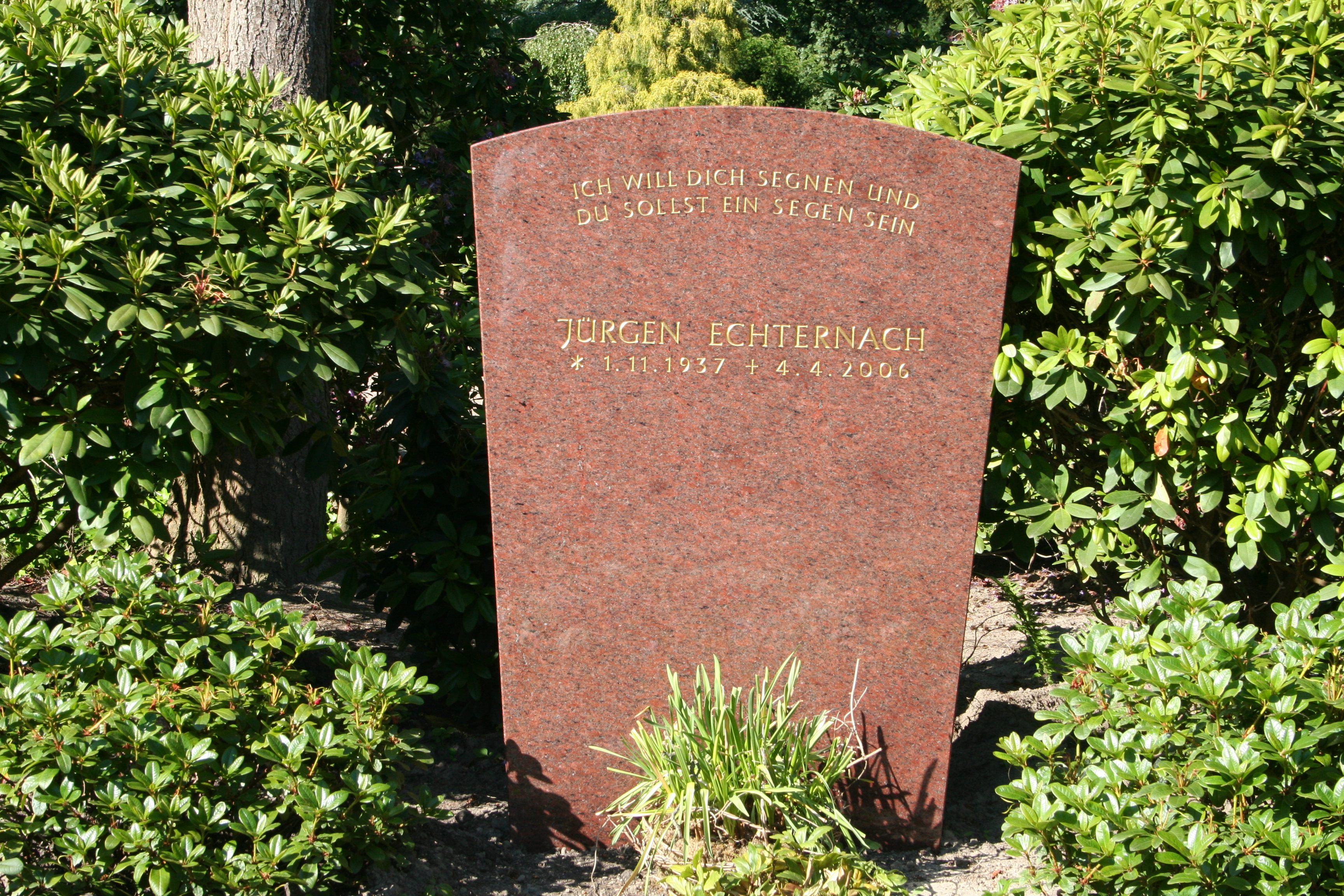
Grab von Jürgen Echternach

Er war von 1987 bis 1993 Parlamentarischer Staatssekretär beim Bundesminister für Raumordnung, Bauwesen und Städtebau und von 1993 bis 1994 beim Bundesminister der Finanzen.

## Ausbildung und Beruf
Nach der Vertreibung der Familie aus Pommern 1946 besuchte Jürgen Echternach in Hamburg-Winterhude das Johanneum und bestand dort 1957 das Abitur. Danach absolvierte er ein Studium der Rechtswissenschaft in Hamburg und Bonn, welches er 1961 mit dem ersten und 1967 mit dem zweiten juristischen Staatsexamen beendete. Seitdem war er als Rechtsanwalt zugelassen. 1968 trat er als Justiziar in die Hamburgische Wohnungsbaukreditanstalt ein, deren Vorstand er von 1970 bis 1980 angehörte. Von 1995 bis 2000 war er Geschäftsführer der BME Bahnhof Management- und Entwicklungsgesellschaft mbH, einem Gemeinschaftsunternehmen der damaligen Deutschen Bundesbahn und der zur Hamburger Otto-Familie gehörenden ECE Projektmanagement.

## Familie
Jürgen Echternach, ein älterer Bruder und zwei jüngere Schwestern waren die Kinder des evangelischen Theologen Helmut Echternach und seiner Frau Margarete, geb. Benecke. Er war verheiratet und hatte einen Sohn und eine Tochter. Jürgen Echternach wohnte zuletzt am Jenischpark und wurde auf dem Nienstedtener Friedhof in Hamburg bestattet.

## Partei

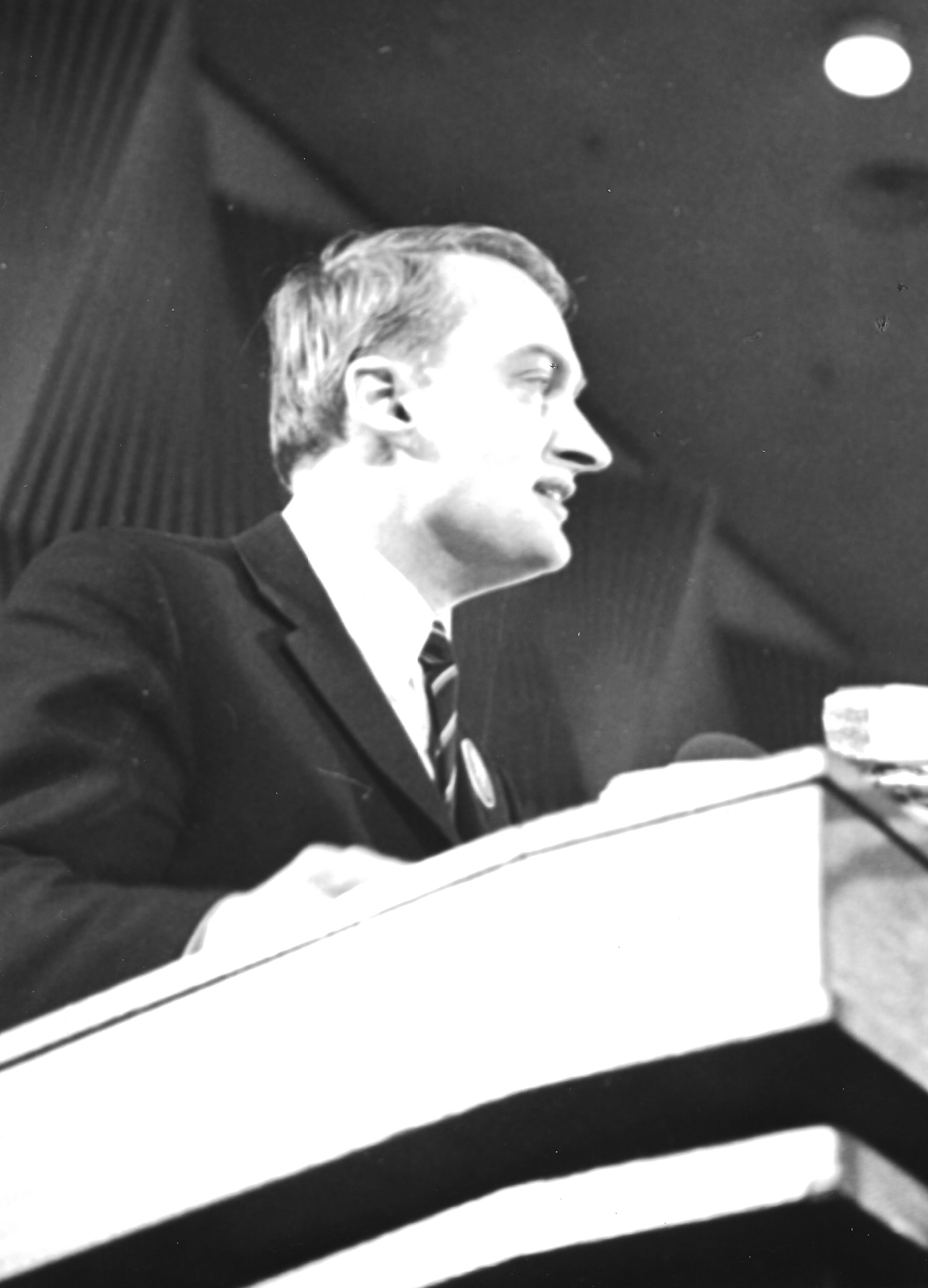
Bundesparteitag 1971 in Düsseldorf

Seit 1954 war Echternach Mitglied der CDU. Hier engagierte er sich zunächst in der Jungen Union, deren Hamburger Landesvorsitzender er von 1964 bis 1970 war. Von 1969 bis 1973 war er auch Bundesvorsitzender der Jungen Union und gehörte ab 1969 dem Bundesvorstand der CDU an. Von 1974 bis 1992 war Echternach Landesvorsitzender der CDU in Hamburg. In dieser Zeit führte er die sog. Fliegenden Stimmbezirke ein: Wenn einem von Echternach unterstützten Kandidaten (Echternachianer im Altonaer CDU-Jargon) parteiintern eine Abstimmungsniederlage drohte, wechselte vorübergehend eine hinreichend große Zahl von CDU-Mitgliedern in den betreffenden Ortsverband, um die Kandidatenaufstellung zu sichern; gelegentlich halfen auch „Neueintritte auf Zeit“, diesen Zweck zu erfüllen. Aufgrund dieser Praxis erklärte das Parteigericht der Hamburger CDU 1992 die Kandidatenaufstellung im Bundestagswahlkreis Altona für die Bundestagswahl 1990 als rechtswidrig. Das Hamburgische Verfassungsgericht erklärte 1993 die Bürgerschaftswahl 1991 wegen undemokratischer Kandidatenaufstellungen der CDU unter Echternachs Führung für ungültig und ordnete Neuwahlen an.
Am 12. Februar 2004 wurde Jürgen Echternach zum Landesvorsitzenden der Hamburger Senioren-Union gewählt, welches Amt er bis zu seinem Tode ausübte.

## Abgeordneter
Echternach war von 1966 bis zur Mandatsniederlegung am 5. Februar 1981 Mitglied der Hamburgischen Bürgerschaft. Hier war er von 1970 bis 1981 Vorsitzender der CDU-Bürgerschaftsfraktion.
Von 1980 bis 1994 war Echternach Mitglied des Deutschen Bundestages. Er war 1987 als direkt gewählter Abgeordneter des Wahlkreises Hamburg-Altona und sonst stets über die Landesliste Hamburg in den Deutschen Bundestag eingezogen.

## Öffentliche Ämter
Nach der Bundestagswahl 1987 wurde er am 12. März 1987 als Parlamentarischer Staatssekretär beim Bundesminister für Raumordnung, Bauwesen und Städtebau in die von Bundeskanzler Helmut Kohl geführte Bundesregierung berufen. Dort war er unter anderem nach der deutschen Einheit mit der Restaurierung historischer Häuser auf dem Gebiet der ehemaligen DDR betraut.
Im Januar 1993 wechselte er dann in das Amt des Parlamentarischen Staatssekretärs beim Bundesminister der Finanzen. Nach der Bundestagswahl 1994 schied er am 17. November 1994 aus der Regierung aus.
Im Frühjahr 2005 ernannte ihn der Hamburger Senat zum ehrenamtlichen Koordinator für Konversionsflächen.

## Sonstiges
2002 gründete Echternach mit damals 500.000 DM die Jürgen-Echternach-Stiftung für Bildung und Demokratie, eine Talentschmiede für den CDU-Nachwuchs unter dem damaligen Studienleiter Fridtjof Kelber.

## Ehrungen
- 1986: Verdienstkreuz 1. Klasse der Bundesrepublik Deutschland
- Großes Verdienstkreuz der Bundesrepublik Deutschland